# Achim Schmid

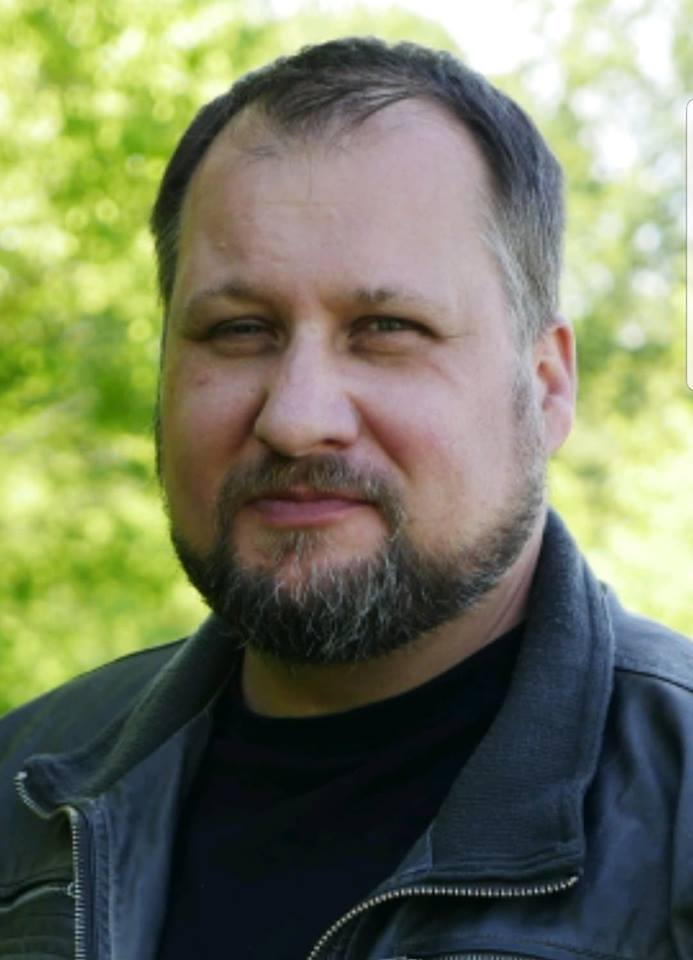
Achim Schmid

Achim Schmid (* 1975 in Mosbach), heute T. M. Garret, ist ein deutsch-amerikanischer Marketing-Unternehmer, Buchautor und ehemaliger Rechtsextremist. Er war in den 1990er Jahren Musiker der internationalen rechtsextremen Musikszene und Gründer des European White Knights of the Ku Klux Klan, aus dem er 2002 austrat. Achim Schmid wanderte Anfang 2013 in die USA aus und änderte seinen Namen in T. M. Garret. Er ist heute aktiv gegen Rassismus und Fremdenfeindlichkeit tätig und unterstützt neben den Aussteigerhilfen EXIT Deutschland und EXIT USA auch schwarze Gemeinden in der Großregion Memphis (Tennessee).

## Leben

### Rechtsextreme Musik
Neben Aktivitäten in der NPD und den Jungen Nationaldemokraten war Schmid in den 1990er Jahren ebenso im Bereich rechtsextreme Musik tätig. International bekannt wurde er als Gründungsmitglied der Band Wolfsrudel. Unter diesem Namen trat er auch als Solist auf. Er war außerdem Gründer und Frontmann der Bands Höllenhunde Süddeutschland und Celtic Moon. Zudem gab er das rechtsextreme Skinzine A.f.D. („Alles für Deutschland“) heraus. Schmid war einer der ersten Musiker der deutschen rechtsextremen Szene, der in den USA öffentlich auftrat. Andere internationale Auftritte absolvierte Schmid mehrfach für den skandinavischen Blood-and-Honour-Ableger sowie im benachbarten europäischen Ausland.

### Ku Klux Klan
1998 trat Achim Schmid in den deutschen Ableger der International Knights of the Ku Klux Klan ein und avancierte schnell zum Kleagle (Anwerber). Nach internen Streitigkeiten verließ er die Gruppe und gründete zusammen mit anderen Mitgliedern einen eigenen deutschen Ku-Klux-Klan-Ableger mit dem Namen European White Knights of the Ku Klux Klan mit Sitz in Schwäbisch Hall. Im Jahre 2000 flog er eigens dazu in die USA, um sich zum Grand Dragon ernennen zu lassen. Seine Ku-Klux-Klan-Gruppe wurde 2012 nach dem Auffliegen des Nationalsozialistischen Untergrundes (NSU) bundesweit bekannt. Die Tatsache, dass zwei baden-württembergische Polizisten in der Gruppe aktiv waren und einer der beiden Polizisten der Vorgesetzte der 2007 vom NSU ermordeten Michèle Kiesewetter war, lösten einen bundesweiten Skandal aus. Der Ku-Klux-Klan-Komplex war auch mehrfach Thema in den verschiedenen Untersuchungsausschüssen zum Nationalsozialistischen Untergrund, wo eine mögliche Verbindung von Schmids Ku-Klux-Klan-Gruppe zum NSU überprüft wurde. Anhaltspunkte, dass Achim Schmid zum Unterstützerkreis des NSU gehörte, konnten hierbei ausgeschlossen werden. Ein weiteres Mitglied des von ihm gegründeten Ku-Klux-Klan-Ablegers war der verstorbene V-Mann Thomas Richter, Deckname „Corelli“.

### Nach seinem Ausstieg
Nach seinem Ausstieg aus der rechten Szene und dem KKK im Jahr 2002 nutzte er seine Erfahrungen als Unternehmer im Bereich der Musikpromotion und des internationalen Künstlermanagements, um sein erstes inhabergeführtes Unternehmen im Handelsgewerbe zu gründen. 2005 arbeitete er erstmals im Bereich des Vertriebsmarketing für den Callcenter-Bereich eines Finanzdienstleisters und hat zwischenzeitlich zwei Callcenterbereiche erfolgreich aufgebaut. 2009 gründete er ein Personaldienstleistungsunternehmen und gehörte von 2009 bis 2012 auch dem Prüfungsausschuss für Personaldienstleistungskaufleute der IHK zu Kiel an. Achim Schmid ist Co-Autor des Fachbuches Umsatzmaschine Leads – Der richtige Umgang mit Leads, das sich an Versicherungsmakler richtet.
Sowohl in seiner Wahlheimat, den USA, als auch in Deutschland engagiert sich Achim Schmid heute aktiv gegen Fremdenfeindlichkeit und Rassismus und unterstützt u. a. schwarze Gemeinden und Initiativen. So verfasste er 2006 seine Biografie Vergessene Erinnerung, deren 1. Band am 14. September 2016 im Verlag Edition Widerschein von EXIT Deutschland erschienen ist. Zwei weitere Bände, die die Themenbereiche Ku-Klux-Klan und seinen Ausstieg aus der rechtsextremen Szene behandeln, sollten folgen.

## V-Mann-Tätigkeit
Seit 2012 wurde spekuliert, dass Schmid zwischen 1994 und 2000 Informant des Baden-Württembergischen Verfassungsschutzes gewesen sei. Bestätigt wurden diese Gerüchte 2013 durch das Innenministerium Baden-Württembergs. Zuvor gab es im Jahre 2003 mindestens zwei belegte Abschöpfungsberichte durch den Verfassungsschutz.

## Publikationen
- Umsatzmaschine Leads – Der richtige Umgang mit Leads. Zusammen mit Thorsten Plößer. TPV Verlag 2012, ISBN 978-3-00-038573-5.
- Vergessene Erinnerung: Autobiographie eines ehemaligen Rechtsextremisten. Band 1: Bis alles in Scherben fällt. Edition Widerschein 2016, ISBN 978-3-945529-03-4.

## Diskografie

### Mit Wolfsrudel
- 1997: Tag der Vergeltung (Rock Nord)
- 1998: Odins Zorn (Funny Sounds)
- 1998: Nationaler Widerstand (Pühses Liste)
- 2000: Dem deutschen Arbeiter (Live in Düsseldorf) (Wotan Records)
- 2001: Für Führer und Volk (Wotan Records) Bootleg des Albums "Dem deutschen Arbeiter

### Mit Höllenhunde Süddeutschland
- 1998: Dein Land braucht dich (SDT)

### Mit Celtic Moon
- 2000: Aus Überzeugung (Moin Moin Records)